# Tetsujyo Deguchi
Tetsujyo Deguchi (1950) è un maestro zen giapponese, successore di Ban Tetsugyu Soin.
È uno degli ultimi eredi in Giappone del lignaggio del maestro Harada Daiun Sogaku ed ha contribuito alla diffusione dello Zen in Italia collaborando fin dalla fondazione alle attività del Monastero Zen Enso-ji Il Cerchio.
Ha iniziato a praticare Zazen all'età di sedici anni ed è stato ordinato monaco a trent'anni. Durante il suo periodo di pratica monastica, è riuscito a conseguire una laurea magistrale in Legge alla Chuo University di Tokyo
Nel 1983 ha ricevuto la trasmissione del Dharma dal maestro Tetsugyu Soin ed è tuttora abate di uno dei tre monasteri fondati dal maestro Harada, il Tosho-ji di Tokyo.